# Збройні сили Киргизстану
Збройні сили Киргизстану — сукупність з'єднань, частин та підрозділів Міністерства Оборони, державної Прикордонної служби та Національної гвардії. Чисельність підрозділів Міністерства оборони становить близько 10900 осіб, Національної гвардії — 4,5 тис. осіб і Прикордонної служби — 5 тис. станом на 2022 рік.  Головнокомандувачем Збройних Сил Киргизької Республіки є президент.
Крім цього, існують сили негайного реагування (СНР), до складу яких, відповідно до Військової доктрини республіки, увійшли мобільні підрозділи спеціального призначення повного складу міністерства оборони, міністерства внутрішніх справ, національної гвардії.

## Історія

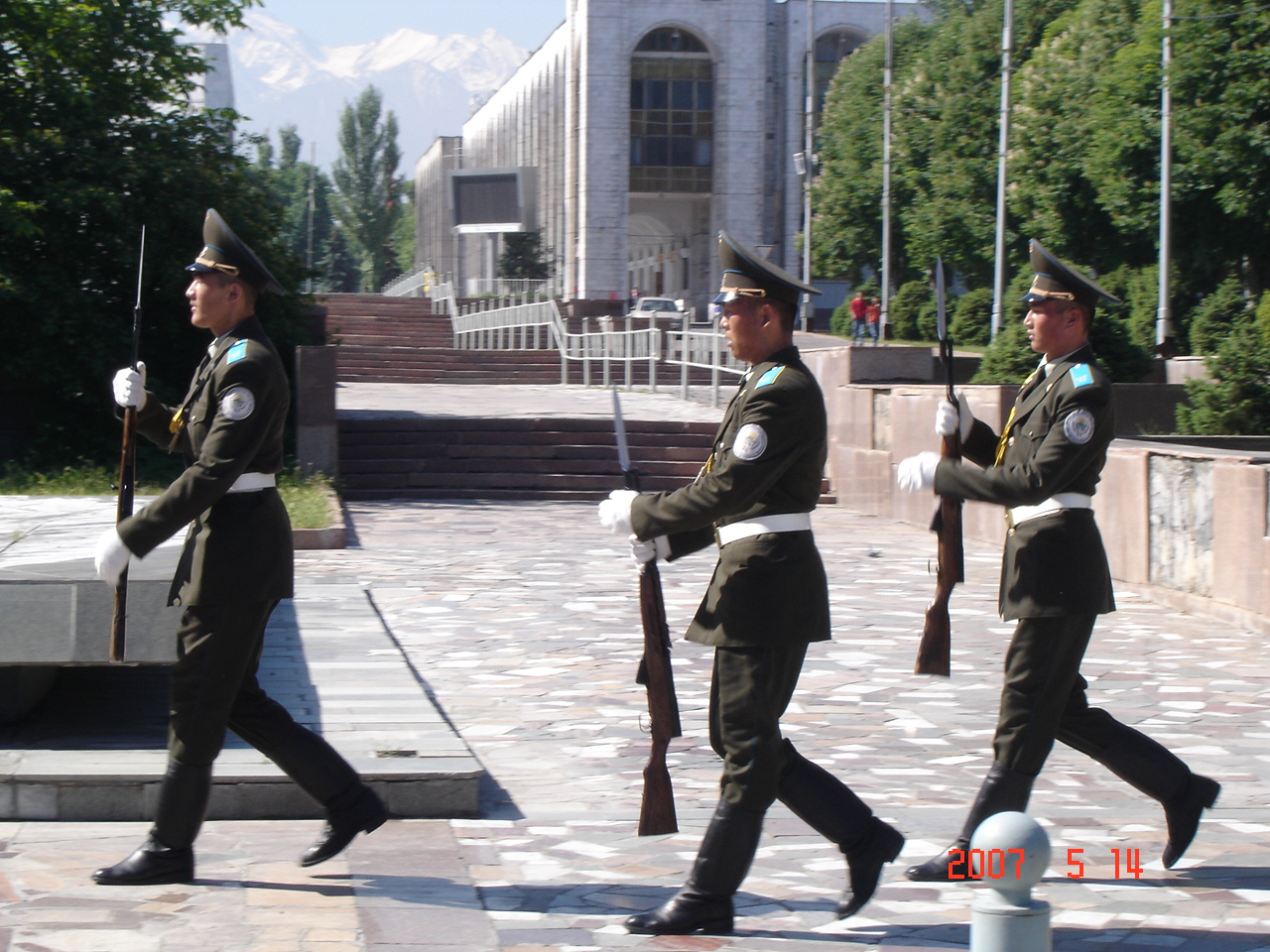
Почесна варта біля пам'ятника на центральній площі Бішкека

Збройні сили Киргизької Республіки утворені 29 травня 1992 р, коли указом президента Киргизстану Аскара Акаєва під її юрисдикцію були взяті з'єднання та частини радянської Армії, що дислокувалися на території республіки. До 1988 р. Киргизстан входив до складу Середньоазійського військового округу.
- 1993 року Державний комітет Республіки Киргизстан у справах оборони був перетворений в Міністерство оборони Киргизької Республіки[3].
- із січня 1993 року по 1998 рік окремий гірсько-стрілецький батальйон ЗС Киргизстану, у зв'язку із «заходами щодо стабілізації обстановки на ділянці державного кордону Таджикистану з Афганістаном» охороняв 100 кілометрову ділянку таджицько-афганського кордону. Протягом 5 років службу в цьому батальйоні пройшли більше 4500 киргизстанців[4].
- 1998 року на базі 8 мотострілецької дивізії створені 1-ша Койташська, 2-га Ошська і 3-тя Баликчинська мотострілецькі бригади.
- У 1999 серпня р. — вторгнення на південь республіки бойовиків Ісламського Руху Узбекистану (ІРУ). 1999—2000 рр. — Баткенська кампанія.

На той момент чисельність військ Міністерства оборони становила 20 тис. осіб, за останні роки чисельність скоротилася до 15 тис. осіб. 70—75 % складають контрактники.
- У 2006 ВПС і Війська ППО були об'єднані та утворені Сили повітряної оборони (СПО). Указ про це підписав головнокомандувач президент Киргизької Республіки Курманбек Бакієв. Головним завданням СПО є прикриття військових, стратегічних, державних, військово-промислових об'єктів та військ Киргизстану.
- У 2006 термін строкової служби скоротили з 18 до 12 місяців (1 рік)
- У Республіці є один вищий навчальний заклад, який готує молодших офіцерів для країни — Вищий Військовий інститут Збройних Сил Киргизької Республіки. Також у столиці є Національний військовий ліцей (НВЛ) середній військовий навчальний заклад.
- З 15 травня 1992 року і по нині член ОДКБ.
- З 15 червня 2001 року член ШОС.
- У липні 2011 року в честь 70-річчя з дня утворення Панфіловської дивізії, знову сформована 8 гвардійська мотострілецька дивізія, м. Токмок
- 15 липня 2013 року Президент Алмазбек Атамбаєв підписав Указ «Про Воєнну доктрину Киргизької Республіки». Військова доктрина КР являє собою систему офіційно прийнятих поглядів на військове будівництво, підготовку та застосування Збройних Сил КР та інших військових формувань для збройного захисту національних інтересів КР[5].
- 6 лютого 2014 року створено Генеральний Штаб Збройних Сил Киргизстану — головний командний орган, в підпорядкування якого перейшли частини та підрозділи Міністерства оборони, Прикордонної служби, Національної Гвардії та Внутрішніх Військ[6][7].
- 12 березня 2014 року Внутрішні Війська виведені з підпорядкування МВС і переведені до складу Національної Гвардії[8].

## Структура Збройних сил
Збройні сили Киргизстану складаються з:
- Генеральний Штаб ЗС Киргизстану — єдиний центр управління ЗС республіки[9];
- Міністерство Оборони (Сухопутні війська і Сили Повітряної оборони);
- Державна прикордонна служба;
- Національна Гвардія (з доданими частинами Внутрішніх Військ).

### Сухопутні війська
Сухопутні війська розділені на 2 військових командування:
Північне регіональне командування:
- 8-ма гвардійська мотострілецька дивізія імені Героя Радянського Союзу генерал-майора І. В. Панфілова (Токмок, Баликчи)
- 2-га окрема гвардійська мотострілецька Червонопрапорна бригада ім. М. В. Фрунзе (смт. Кой-Таш)[10]
- Окремий танковий полк
- Два кулеметно-артилерійських батальйони (Каракол, Нарин)
- Інженерний батальйон
- Окремий батальйон зв'язку (Бішкек)
- 25-та БрСпП «Скорпіон»
- Зенітно-артилерійська бригада
- а також частини забезпечення, хімзахисту та ін.

Південно-Західне регіональне командування
- 68-ма окрема гірсько-стрілецька бригада (Ош)
- Ала-Букинський зведений бронетанковий батальйон
- Кулеметно-артилерійський батальйон
- Окремий Баткенський гірсько-стрілецький батальйон (Баткен)
- 24-та ОБрСпП «Ілбірс»
- Розвідувальний батальйон
- Зенітно-артилерійський полк
- Частини та підрозділи забезпечення, хімзахисту та ін.

### Сили повітряної оборони
- 5 гвардійська окрема зенітна ракетна бригада
- 11 бригада ППО
- 44 радіотехнічний батальйон (смт. Григорівка)
- Авіаційна база Фрунзе-1.

### Підрозділи спеціального призначення

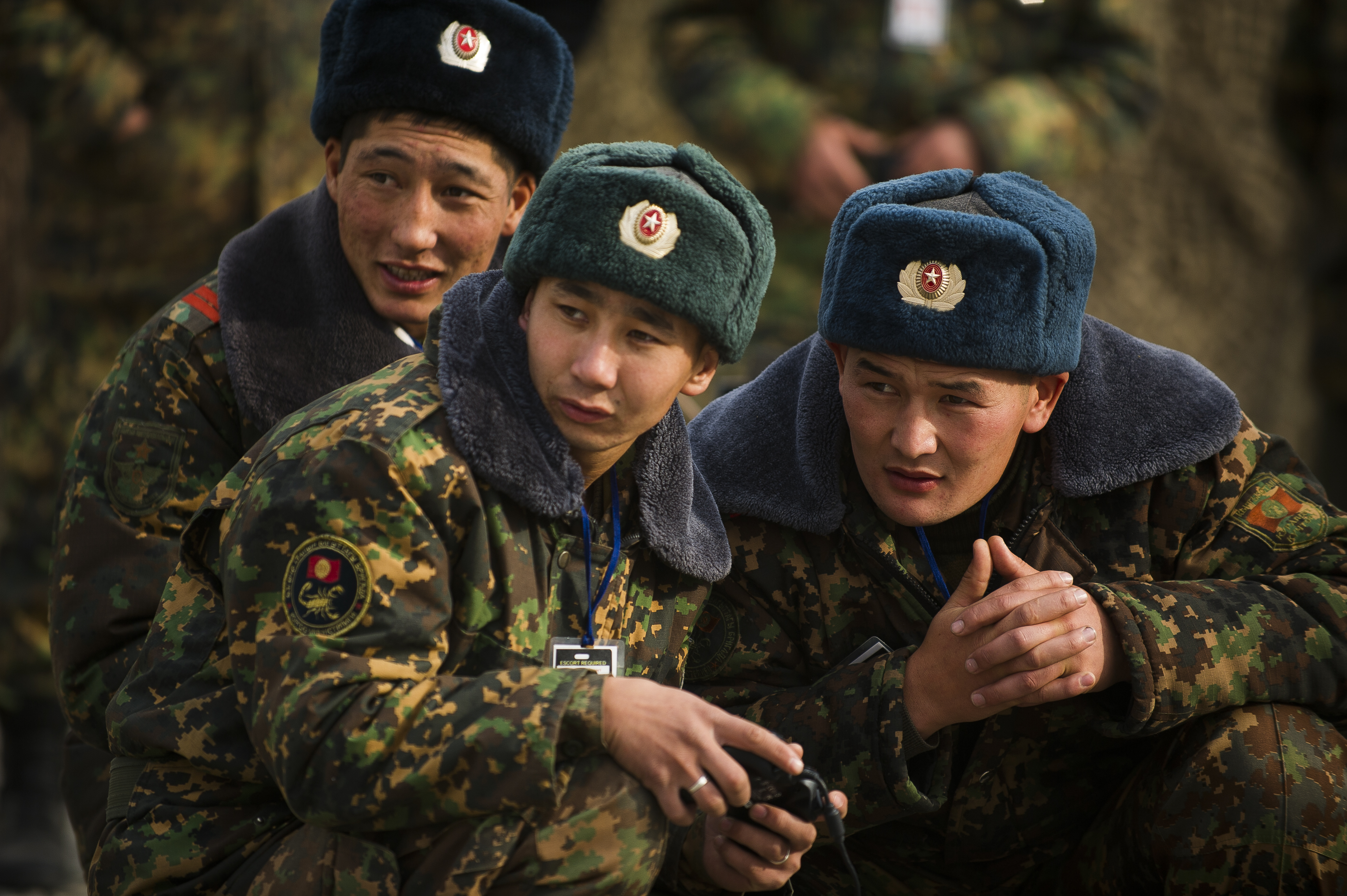
Бійці 25-тої окремої бригади спеціального призначення Скорпіон в 2013 році

- Спецназ Міністерства оборони «Скорпіон» та «Ілбірс»

31 березня 1994 за наказом МО КР сформована окрема 525 рота спеціального призначення «Скорпіон». У серпні 1995 року рота брала участь в змаганнях підрозділів СпН світу в США, де показала себе з найкращого боку. Після цих змагань рота переформована в 525-й окремий загін СпП, а потім в 525-й окремий батальйон СпН, і передана до Головного розвідувального управління Головного Штабу Збройних Сил КР. 2001 року переформований в 25 окрему бригаду спеціального призначення «Скорпіон».
Бійці бригади озброєні найкращими зразками, такими як автомати АН-94 «Абакан», снайперські гвинтівки — ОСВ-96, антиснайперські пристрої, кулемети Печенєг, пістолети «Гюрза», пістолети-кулемети «Каштан», безшумні снайперські гвинтівки ВСС «Гвинторіз», спеціальні автомати АС «Вал», парашути виробництва країн НАТО, «Міраж-1200» — пристрій для цілодобового спостереження та виявлення оптичних та оптикоелектричних систем, також у бійців на озброєнні гірські лижі, сноуборди, квадроцикли, снігоходи, параплани та інше. Бійці «Скорпіона» носять зелений берет з нанесеним на нього зображенням скорпіона.
1 квітня 1999 був сформований 24-й окремий батальйон СпН «Ілбірс». До його складу увійшли три роти Киргизького батальйону Миротворчих Сил, які протягом 5 років (1993—1998) охороняли 100 кілометрову ділянку таджико-афганського кордону. З 2003 року значився в складі 2-ї окремої гірськострілецької бригади.
У березні 2007 року на базі окремого загону спеціального призначення була сформована окрема бригада спеціального призначення у складі Південно-західної групи військ і 2010 року присвоєно цій бригаді назву «Ілбірс».
Даний підрозділ укомплектовано на 100% військовослужбовцями-контрактниками та озброєні найкращою зброєю. Воїни «Ілбірс» також носять зелений берет з нанесеним на нього зображенням голови ілбірса (барса).
- Спецназ Національної Гвардії

У складі Національної Гвардії Киргизстану існує десантно-штурмовий підрозділ «Пантера», чисельністю 800 осіб. Бійці загону носять блакитний берет та проходять повітряно-десантну підготовку. Також у складі Національної Гвардії діють розвідрота «Гюрза» та центр бойової підготовки «Еделвейс».
- Спецназ Внутрішніх Військ МВС «Шер»

спецназ «Шер» — антитерор та боротьба зі злочинністю. Загін спеціального призначення «ШЕР» створений для боротьби зі злочинністю, з незаконними банд формуваннями, ліквідації їх баз і захисту конституційних прав громадян. Загін складається з професійно підготовлених офіцерів та прапорщиків, що проходили спеціальну підготовку в Туреччині, в Китаї, США і в Росії. Основоположником створення загону спеціального призначення був Командувач Внутрішніми військами Республіки, нині у відставці, генерал-майор Бакаєв Ашірбек, першим командиром полковник Шамсутдинов Айбек (нині в запасі). Це єдиний підрозділ спецназу в республіці, в якому нарівні з чоловіками також служать й жінки. У зв'язку із об'єднанням Внутрішніх військ і НГ весь особовий склад загону переведений в новий підрозділ спецназу МВС «Шумкар». На база загону створюється новий підрозділ.
- Спецназ Державної служби з контролю за обігом наркотиків (АКН)

Спецназ ДСКН — «Киргий», створений для припинення обігу наркотиків, спостереження та подальших спеціальних операцій проти наркоторговців та перевізників. Бійці загону також проходять повітряно-десантну підготовку, гірську та водолазну підготовку. 2009 року АКН було розформовано, однак 2011 року була відтворена Державна служба з контролю наркотиків при Уряді КР.
- Спецназ Прикордонної служби

Спецназ прикордонної служби «Бору» (Вовк) дислокується на півдні республіки та забезпечує підтримку заставам на кордоні з Таджикистаном та Узбекистаном, звідки проходить наркотрафік з Афганістану. Загін тісно співпрацює із загоном ДСКН «Киргий» у припиненні контрабанди наркотиків. У разі проникнення терористів з боку сусідніх Таджикистану та Узбекистану, загін «Бору» влаштовує заслони в перевалах.

## Озброєння

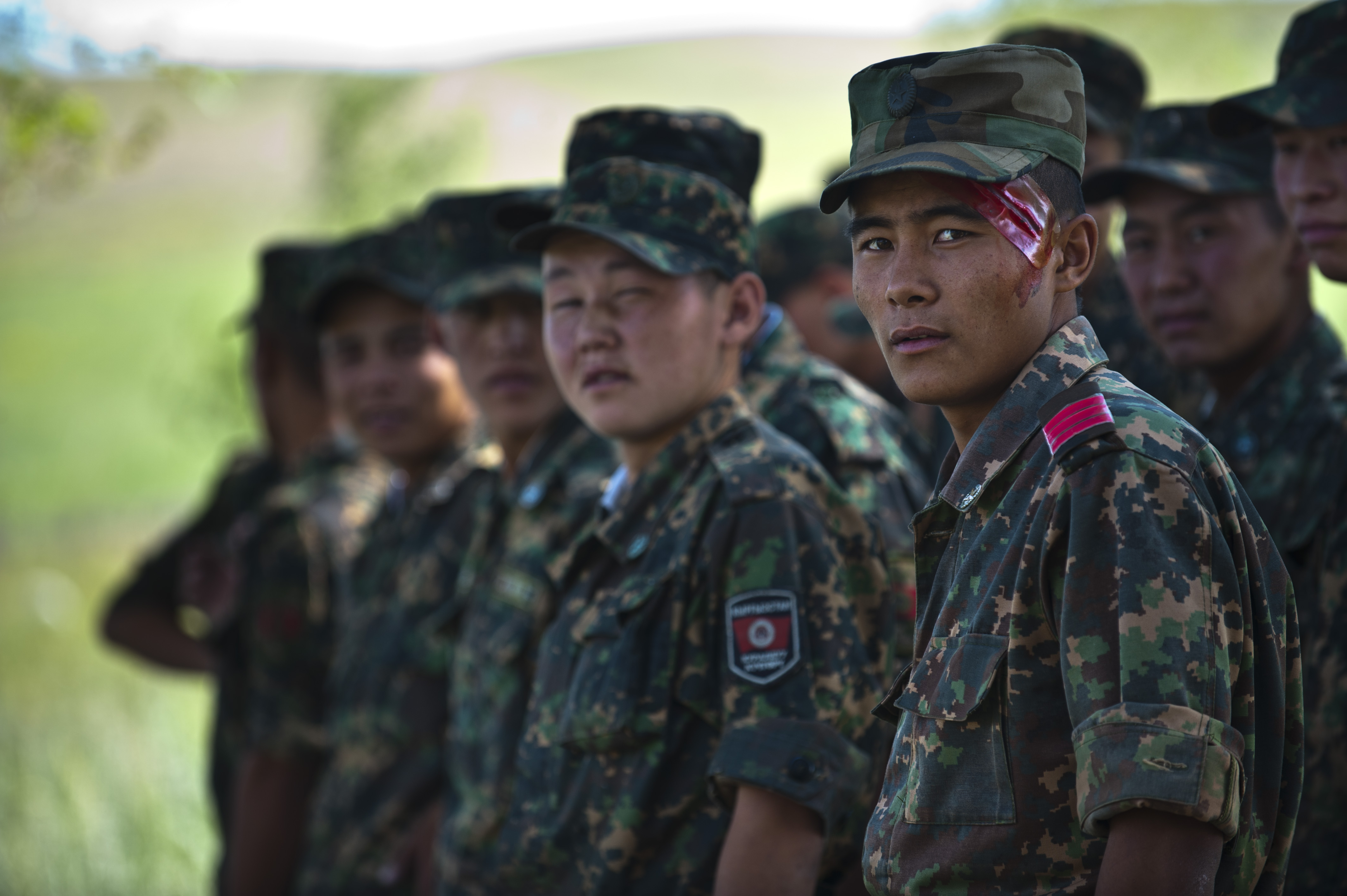
Киргизькі військові беруть участь у Exercise Regional Cooperation 2012

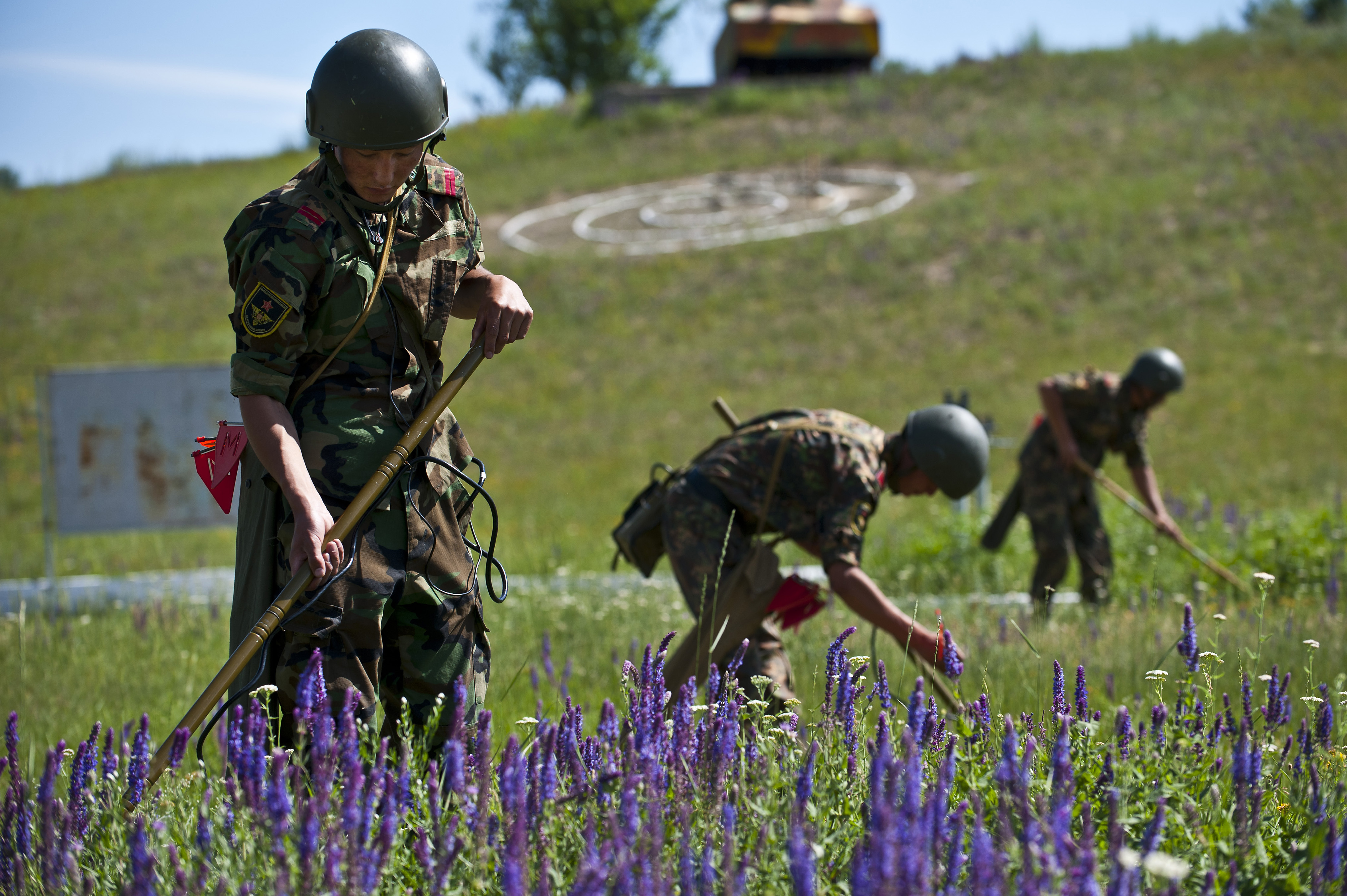
Сапери під час навчання

### Сухопутні війська

#### Техніка та озброєння сухопутних військ
Згідно з даними IISS The Military Balance на 2022 рік Сухопутні Війська Киргизстану мали в своєму розпорядженні таку техніку.
| Т-72                                   | СРСР | основний бойовий танк                     | 150 |             |
| Бойові машини піхоти                   |      |                                           |     |             |
| БМП-1                                  | СРСР | бойова машина піхоти                      | 230 |             |
| БМП-2                                  | СРСР | бойова машина піхоти                      | 90  |             |
| Бронерозвідувальні машини              |      |                                           |     |             |
| БРДМ-2                                 | СРСР | бойова розвідувальна машина               | 30  |             |
| БРДМ-2М                                | СРСР | бойова розвідувальна машина               | 9   |             |
| Бронетранспортери                      |      |                                           |     |             |
| БТР-70                                 | СРСР | бронетранспортер                          | 25  |             |
| БТР-70М                                | СРСР | бронетранспортер                          | 20  |             |
| БТР-80                                 | СРСР | бронетранспортер                          | 10  |             |
| Протитанкове озброєння                 |      |                                           |     |             |
| Малютка                                | СРСР | ПТРК                                      | 26  |             |
| Фагот                                  | СРСР | ПТРК                                      |     |             |
| Конкурс                                | СРСР | ПТРК                                      |     |             |
| СПГ-9                                  | СРСР | ПТРК                                      |     |             |
| 100-мм протитанкова гармата МТ-12      | СРСР | Протитанкова гармата                      | 18  | Буксирувана |
| 100-мм протитанкова гармата М-1944     | СРСР | Протитанкова гармата                      | 18  | Буксирувана |
| Реактивні системи залпового вогню      |      |                                           |     |             |
| БМ-21 Град                             | СРСР | РСЗВ                                      | 15  |             |
| БМ-27 Ураган                           | СРСР | РСЗВ                                      | 6   |             |
| Артилерійські системи                  |      |                                           |     |             |
| 2С9 «Нона-С»                           | СРСР | 120 мм САУ                                | 12  | Самохідна   |
| 2С1 «Гвоздика»                         | СРСР | 122 мм САУ                                | 18  | Самохідна   |
| гаубиця Д-30                           | СРСР | 122 мм                                    | 72  | Буксирувана |
| 122-мм гаубиця зразка 1938 року (М-30) | СРСР | 122 мм                                    | 35  | Буксирувана |
| 152-мм гаубиця зразка 1943 року (Д-1)  | СРСР | 152 мм                                    | 16  | Буксирувана |
| M120 (міномет)                         | США  | 120 мм                                    | 48  | Буксирувана |
| 2С12 «Сани»                            | СРСР | 120 мм міномет                            | 6   | Буксирувана |
| Зенітне озброєння                      |      |                                           |     |             |
| ЗСУ 23-4 "Шилка"                       | СРСР | Самохідна зенітна установка калібру 23 мм | 24  | Самохідна   |
| С-60                                   | СРСР | Зенітна гармата калібру 57 мм             | 24  | Буксирувана |
| ПЗРК/ЗРК                               |      |                                           |     |             |
| Стріла-2                               | СРСР | ПЗРК                                      |     |             |
| Стріла-10                              | СРСР | ЗРК малого радіусу дії                    |     | Самохідна   |

### Військово-повітряні сили

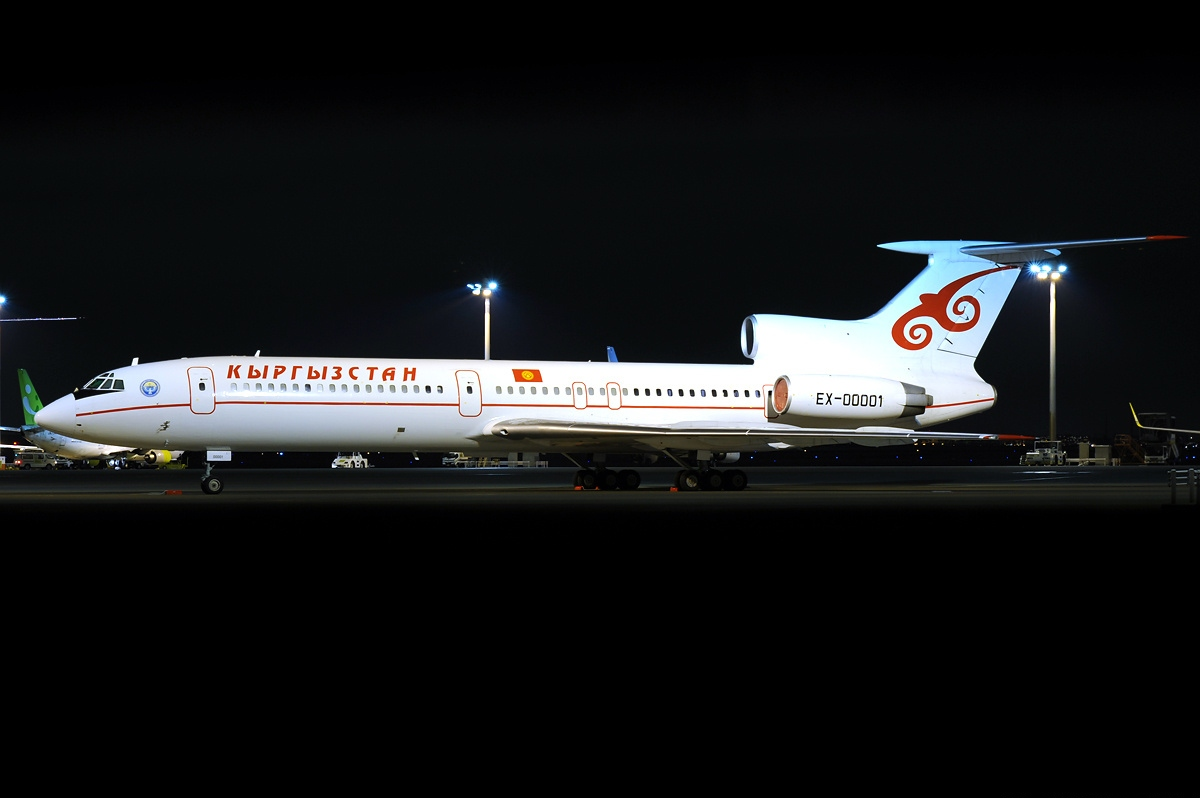
Tupolev Tu-154 киргизського уряду в Токіо. (2013)

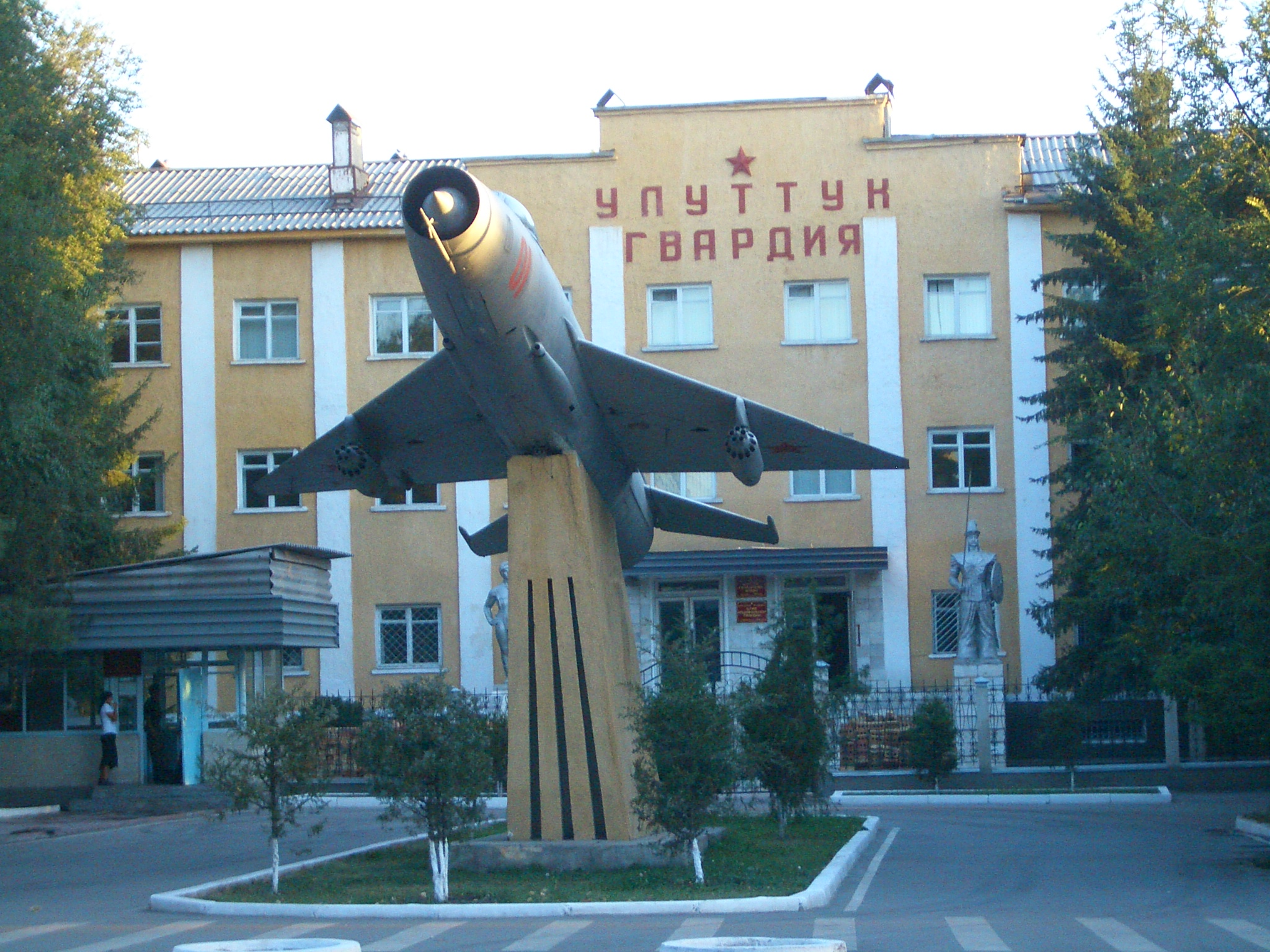
Бішкек. На будинку надпис «Національна гвардія»

| Мі-24                  | СРСР     | транспортно-бойовий    | 2 |            |
| Мі-8МТ                 | СРСР     | багатоцільовий         | 4 |            |
| Мі-8                   | СРСР     | багатоцільовий         | 8 |            |
| Транспортні літаки     |          |                        |   |            |
| Ан-2                   | СРСР     | транспортний           | 4 |            |
| Ан-26                  | СРСР     | транспортний           | 2 |            |
| Навчальні літаки       |          |                        |   |            |
| L-39 Albatros          | Чехія    | навчально-тренувальний | 4 |            |
| Системи ППО            |          |                        |   |            |
| С-125 "Нева"           | СРСР     | ЗРК малого радіусу дії | 8 | С-125М1    |
| С-125-2БМ «Печора-2БМ» | Білорусь | ЗРК малого радіусу дії | 1 | Печора-2БМ |
| С-75 Двіна             | СРСР     | ЗРК малого радіусу дії | 6 | С-75М3     |

## Воєнізовані формування

### Національна Гвардія Киргизької Республіки
Національна гвардія створена Указом Президента Республіки Киргизстан від 1 грудня 1991 року. Перші гвардійці (300 осіб) склали присягу на вірність Батьківщині та народу 20 липня 1992. На сьогоднішній день склад Гвардії — 1,5 тис. гвардійців. Національна гвардія — самостійне військове формування, яке має великий потенціал та володіє високою бойовою готовністю, здатне виконувати поставлені перед ним завдання з охорони конституційного ладу, захисту суверенітету та територіальної цілісності держави, участі в охороні важливих державних об'єктів, забезпечення протокольних заходів та ритуалів при зустрічі іноземної делегації, а також щодо виконання інших важливих завдань, що визначаються керівництвом Республіки Киргизстан. Знаходиться в підпорядкуванні президента Киргизстану.

### Внутрішні війська МВС
Внутрішні війська МВС Киргизької Республіки налічують 3600 військовослужбовців. Внутрішні війська складаються з військових частин оперативного призначення, спеціальних моторизованих частин міліції та загін спецназу «Шер». Вони призначені для охорони об'єктів державної важливості, службово-бойових завдань з охорони громадського порядку, конституційних прав і свобод громадян, боротьби з організованою злочинністю, а також спеціальних завдань уряду та МВС. Крім цього, з метою попередження та припинення можливих внутрішніх конфліктів та інших дій з використанням засобів збройної боротьби на території Киргизстану. На внутрішні війська покладаються такі завдання:
- участь у підтримці правового режиму надзвичайного стану;
- локалізація та блокування району конфлікту;
- участь у роззброєнні та ліквідації незаконних збройних формувань, терористичних груп і організацій, знищення їхніх баз (складів) та комунікацій;
- припинення внутрішніх збройних зіткнень та роз'єднання протиборчих сторін.

### Міністерство надзвичайних ситуацій (МНС)
У структурі Міністерства надзвичайних ситуацій створені частини та підрозділи, призначені для дій в умовах стихійних лих, епідемій, великих аварій та катастроф, а також при фактичному початку військових дій, загальною чисельністю до 2 тис. осіб. Діяльність Міністерства надзвичайних ситуацій організується за територіально-виробничим принципом. До виконання завдань міністерства можуть залучатися частини та підрозділи Міністерства оборони, інших військ та військових формувань, аварійно-рятувальні служби та формування.
Також при МНС діє Агентство з пожежної безпеки.

## Міжнародне Співробітництво
Офіцери та сержанти Збройних сил Киргизстану беруть участь у миротворчих місіях ООН. Останнім часом військовослужбовці Міністерства оборони проходять службу в Сьєрра-Леоне, Ліберії, Судані, Східному Тиморі, Ефіопії та Косово.
Також Міністерство оборони взаємодіє з країнами НАТО в рамках програми Партнерство заради миру (ПЗМ). На 2008 рік понад 500 військовослужбовців Киргизстану узяли участь у програмах ПЗМ (миротворчі операції, мовна підготовка, боротьба з тероризмом та наркотрафіком). З 2001 року Киргизстан бере участь у навчаннях «Peace Shield» («Щит миру») та «Combined Endeavour» («Об'єднане зусилля»). 2007 року республіка вступила в програму Процес планування та аналізу. Щорічно в країні проходять спільні киргизько-турецькі та киргизько-американські навчання сил спеціального призначення, а також киргизько-французькі тренування по гірській та скелелазній підготовці за участю гірськострілецької бригади ЗС Киргизстану і 27-ї гірсько-піхотної бригади Збройних Сил Франції.

## Галерея

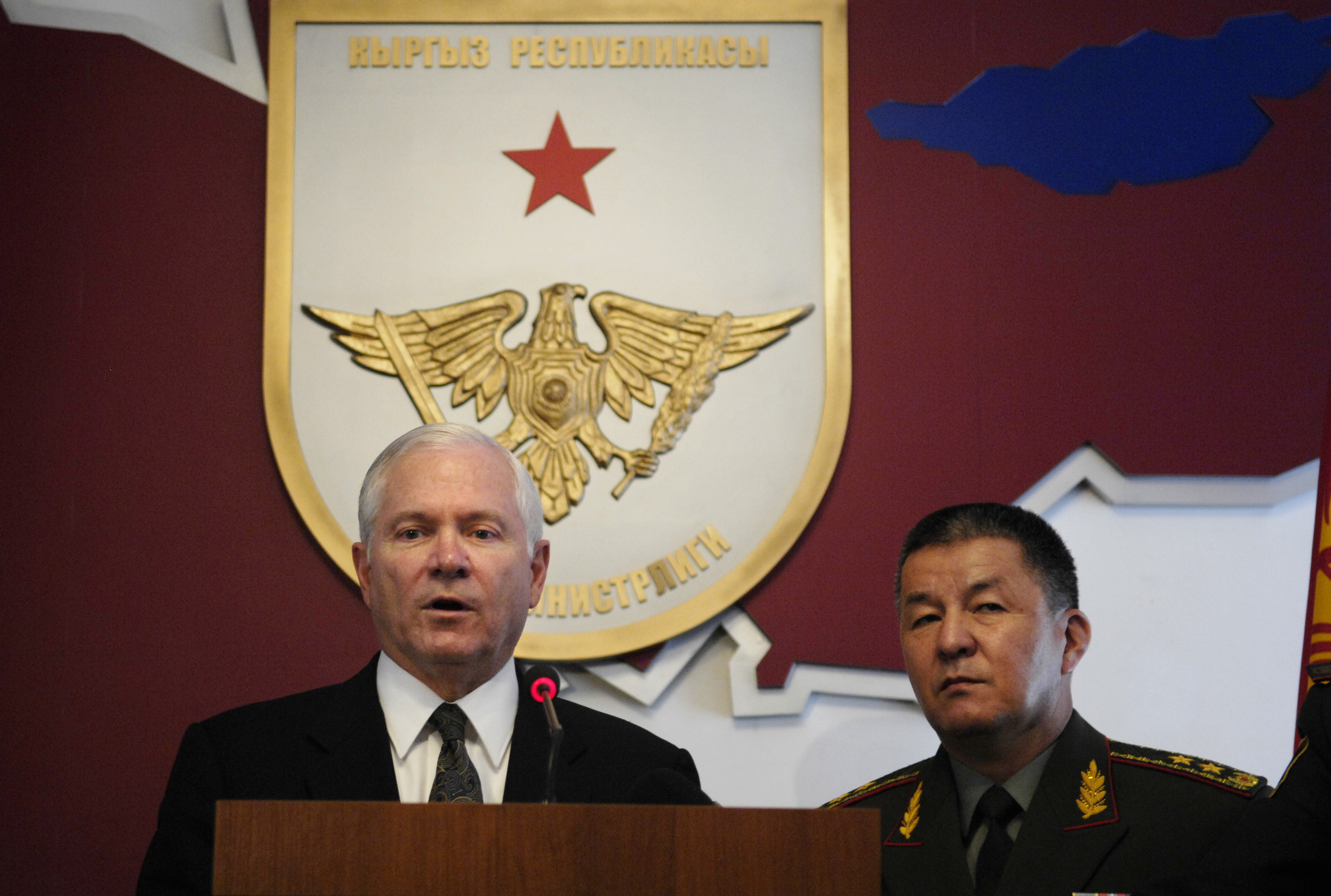
Роберт Гейтс та Ісмаїл Ісаков (2007)
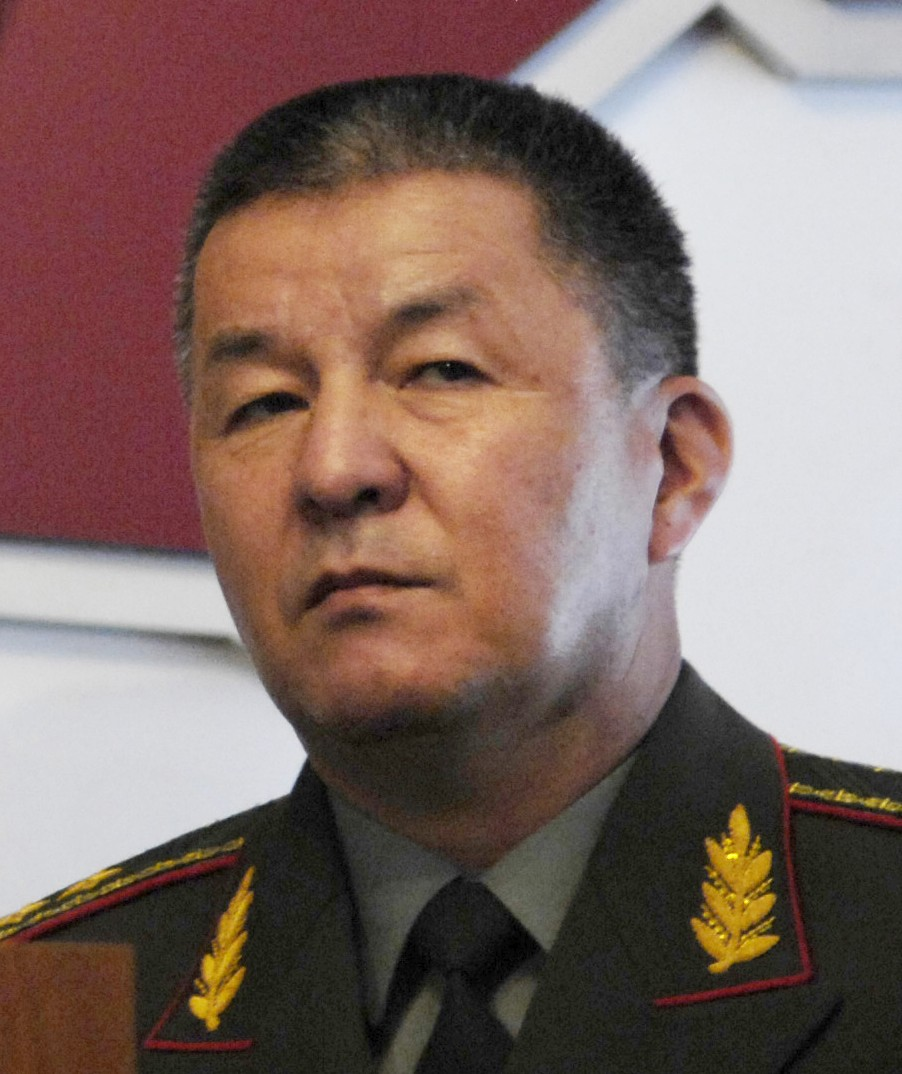
міністр оборони генерал-лейтенант Ісмаїл Ісакович Ісаков
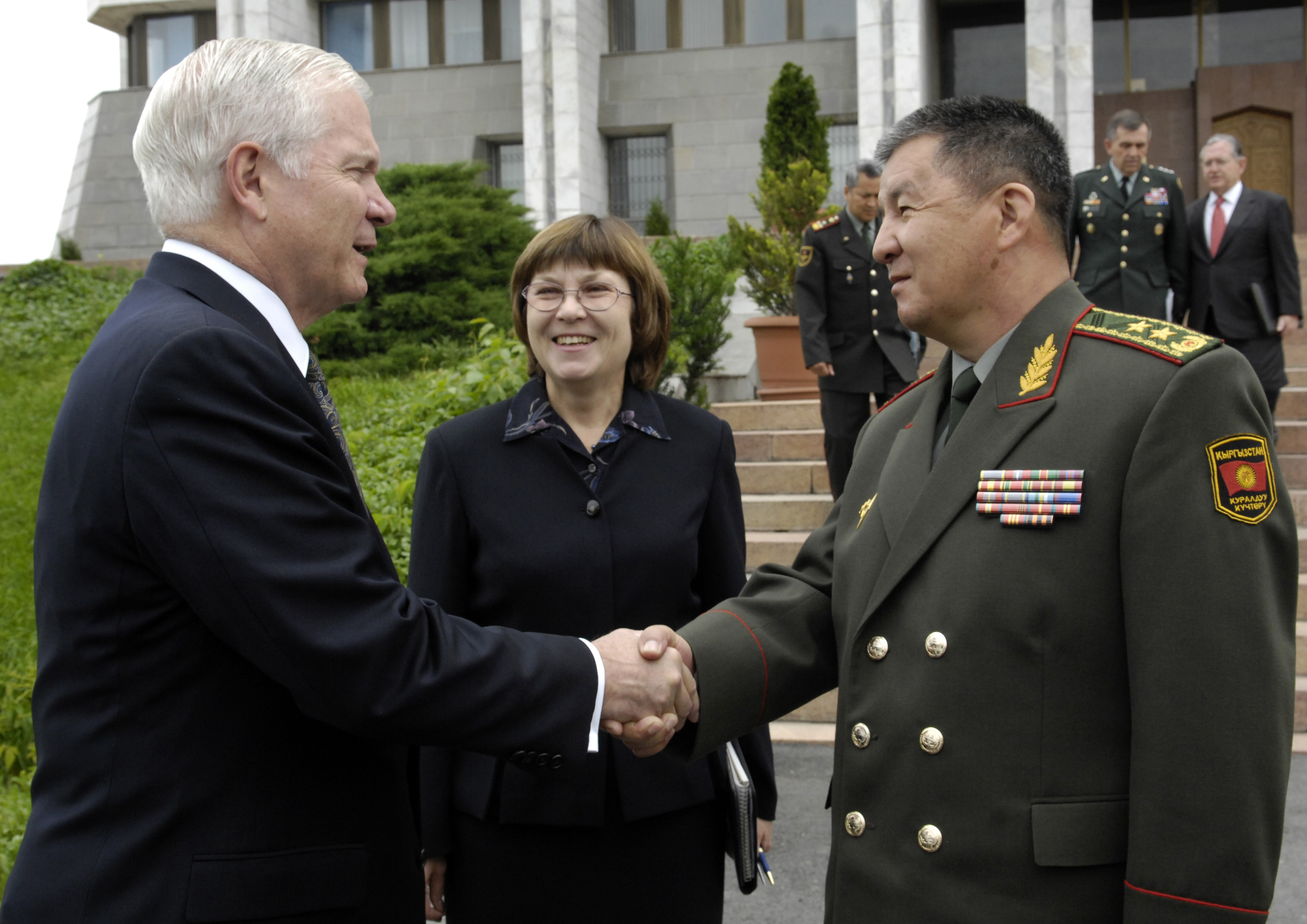
Гейтс та Ісаков 5 червня 2007 року в Бішкеку